# الفجرة (النادرة)

تعديل مصدري - تعديل

الفجرة هي إحدى قرى عزلة المفتاح الأعلى بمديرية النادرة التابعة لمحافظة إب، بلغ تعداد سكانها 172 نسمة حسب تعداد اليمن لعام 2004.